# Valeri Ilinyj
Valeri Ilinyj (Novosibirsk, Rusia, 7 de agosto de 1947 - Moscú, Rusia, 3 de junio de 1982) fue un gimnasta artístico soviético subcampeón olímpico en 1968 en el concurso por equipos.

## Carrera deportiva
En los JJ. OO. de México 1968 gana la plata por equipos, de nuevo tras Japón y por delante de Alemania del Este, siendo sus compañeros en esta ocasión: Serguéi Diomídov, Valeri Karasiov, Víktor Klimenko, Víktor Lisitski y Mijaíl Voronin.